# Muchomůrka olšová
Mochomůrka olšová (Amanita friabilis) je vzácný druh muchomůrky, který roste výhradně pod olšemi. Vyskytuje se v celé Evropě, hojnější je v severněji položených oblastech, jako je Skandinávie, a v Alpách. V České republice je zařazena do Červeného seznamu makromycetů (hub) jako ohrožený druh a je navržená mezi druhy pro novelizaci vyhlášky o zvláštně chráněných druzích.

## Vzhled

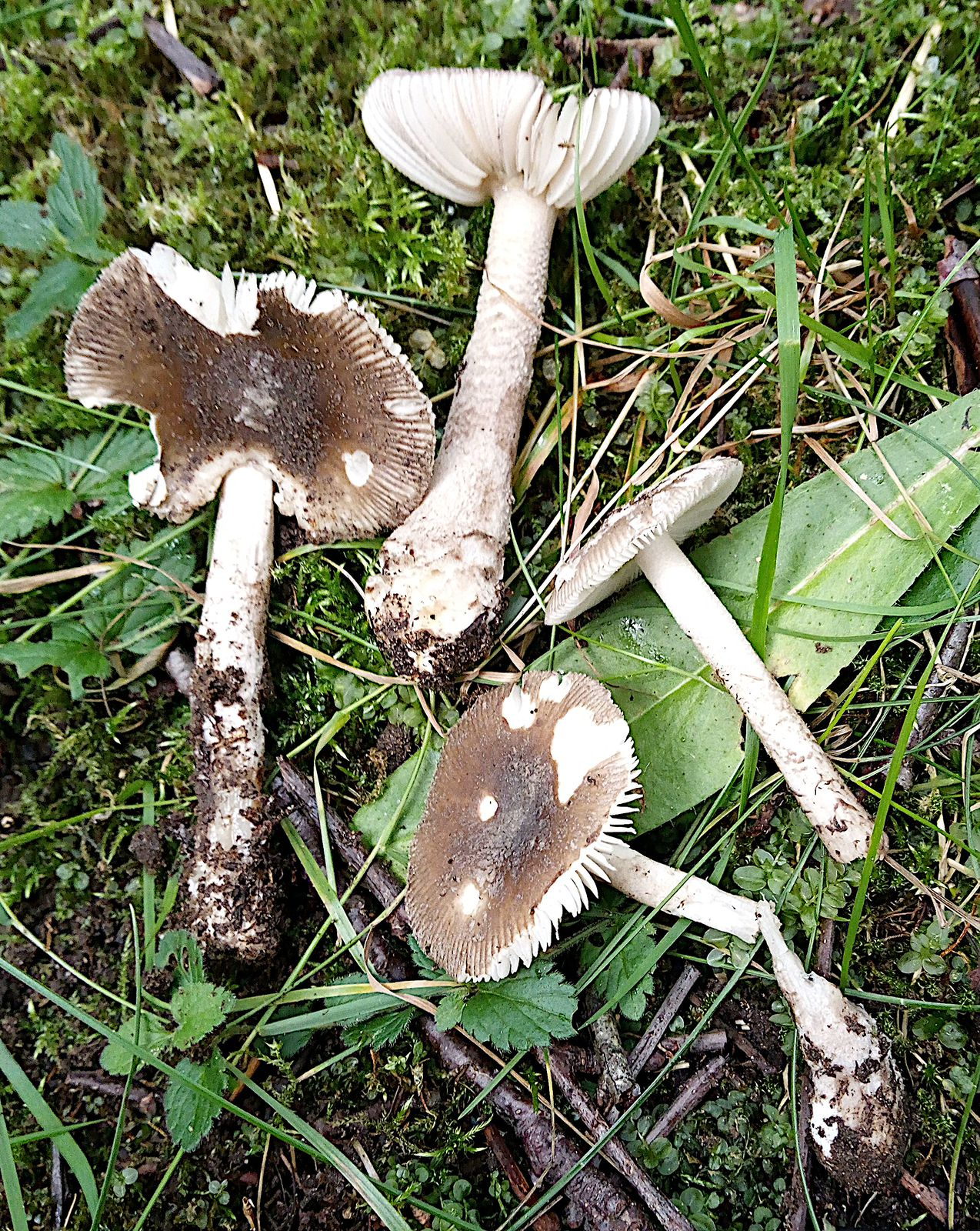
Muchomůrka olšová

Klobouk dosahuje průměru 3–7 cm. U mladých plodnic má polokulovitý tvar, později je sklenutý až rozložený. Je tence masitý a hnědá pokožka bývá pokryta šedivými až bělavými zbytky plachetky. Lupeny mají žlutohnědou až bělavou barvu. Třeň bývá 5–14 cm vysoký, je dutý a bělavý, místy s nahnědlými šupinkami.

## Výskyt
Vyskytuje se v celé Evropě, byla zaznamenána i v Turecku a v západní části Sibiře.

## Ochrana
V několika evropských zemích je zařazena do červených seznamů, například v České republice, Estonsku, Chorvatsku, Norsku, Rakousku, Slovensku a Švédsku.